# اچ‌ام‌اس لرد کلاید (۱۸۶۴)
اچ‌ام‌اس لرد کلاید (۱۸۶۴) (به انگلیسی: HMS Lord Clyde (1864)) یک کشتی بود که طول آن ۲۸۰ فوت (۸۵٫۳ متر) بود. این کشتی در سال ۱۸۶۴ ساخته شد.